# Battletoads & Double Dragon
Battletoads & Double Dragon: The Ultimate Team är ett beat 'em up-datorspel släppt 1993, utvecklat av Rare och publicerat av Tradewest. Det släpptes ursprungligen till NES och överfördes sedan till Sega Mega Drive/Genesis, Super NES och Game Boy.
Spelet är en crossover av både Technos Japans Double Dragon och Rares Battletoads.

## Overview
Spelet innehåller figurerna från berömda Double Dragon, Billy och Jimmy Lee, två unga kampsportsexperter. Med finns även de humanoida grodorna från Battletoads-spelen. Vissa fiender är från Battletoads, andra från Double Dragon, medan andra skapades till spelet. Spelets design är främst baserat på Battletoads-serien.
Spelaren kan välja fem spelbara figurer: Billy och Jimmy Lee (från Double Dragon), och Zitz, Pimple och Rash från Battletoads. Spelaren måste ta sig genom sju nivåer, och slå och sparka varje fiende på skärmen. En boss finns i slutet av varje nivå, som utmanar innan man kan gå vidare till nästa nivå.
Mega Drive/Genesis och Super Nintendo-versionerna av spelet är liknande, Super Nintendo-versionen har bättre grafik och högre kvalitetsljud, medan Mega Drive/Genesis-versionen har mer musik och mer komiska reaktioner från besegrade fiender.
NES-versionen innehåller 3D-scrollning och andra avancerade specialeffekter som vanligtvis inte förknippas med konsolen.
Game Boy-versionen påminner om NES-versionen, men är bara för en spelare.
Med två spelare måste båda börja om då den ena tar continue. Detta är olikt spel som Probotector, där en starkare spelare kan ta med en svagare till högre nivåer. I Battletoads & Double Dragon håller en svag spelare en stark tillbaka.

## Handling
Efter att ha besegrats av Battletoads flyr Mörkrets drottning till andra delar av universum. Kampgrodorna och deras mentor fortsätter sina liv. En dag försvagas alla Jordens militära styrkor då den gigantiska rymdfarkosten "Colossus" dyker upp vid Månen, och i det sitter Mörkrets drottning och hennes anhängare.
Mörkrets drottning inleder samarbete med Double Dragon-tvillingarnas ärkefiende, Skuggbossen.